# Iosif Gurko

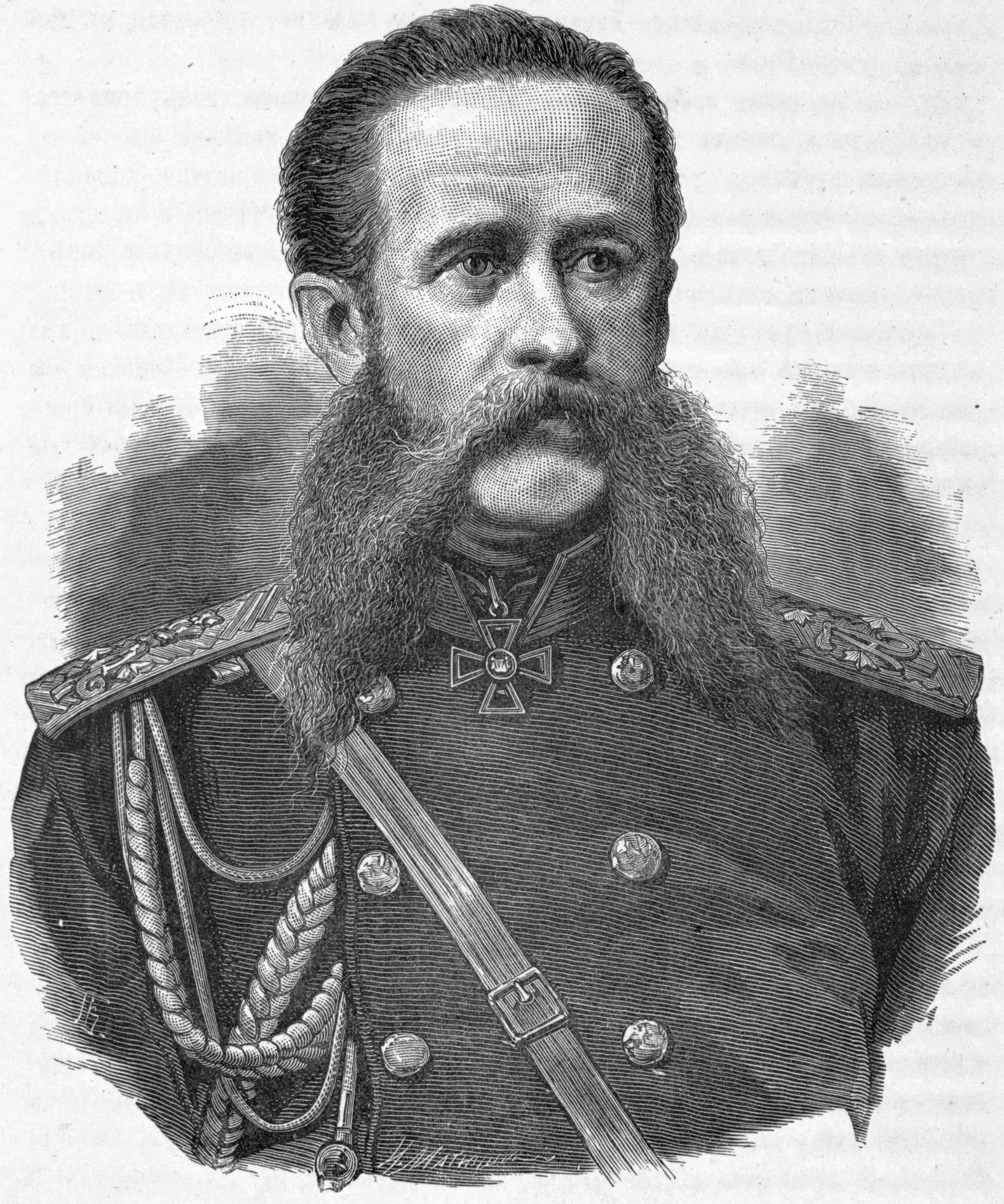
Iosif Gurko.

Iosif Vladimirovitj Gurko (ryska: Иосиф Владимирович Гурко), född 28 juli 1828 (gamla stilen: 16 juli) i Novgorod, Kejsardömet Ryssland, död 28 januari 1901 (gamla stilen: 15 januari) i Sacharovo, Guvernementet Tver, Kejsardömet Ryssland, numera Tver oblast, var en rysk militär.
Gurko var far till Vasilij Gurko.
Gurko blev officer vid kavalleriet 1846, regementschef 1866, generalmajor 1867, general 1878 och generalfältmarskalk 1894. Som kapten deltog han i Krimkriget 1853–1856 och som överste i nedslåendet av det polska upproret 1863–1864. 
I rysk-turkiska kriget 1877–1878 förde Gurko befälet över ett detachement som satte sig i besittning av Sjipkapasset, slog turkarna vid Gornij Dubnjak 24 oktober 1877, intog Telisj 28 oktober och fullbordade därmed Osman Paschas inneslutande i Plevna. Gurko blev därefter chef för Gardeskåren och inryckte med denna i Sofia 4 januari 1878. Efter kriget var han 1879–1881 generalguvernör i Sankt Petersburg vilken befattning han fick lämna efter attentatet på Alexander II 1881. År 1882 blev han generalguvernör över Odessas militärdistrikt, 1883 över Warszawas militärdistrikt samt Weichseldepartementet. Han erhöll avsked 1894.